# Saison 1986-1987 du SC Abbeville
Maillots
Chronologie
Saison précédente Saison suivante
La saison 1986-1987 du SC Abbeville est la septième saison de ce club de football samarien en deuxième division du championnat de France, après son maintien l'année précédente. C'est aussi la première du club sous statut professionnel.
Georges Eo entraîne le club lors de cette saison. Il est entraîneur du club depuis juillet 1985 et le départ de Pierre Garcia. Après une première partie de championnat médiocre, il est limogé et remplacé par Patrick Gonfalone, déjà au club comme attaquant.

## Avant-saison

### Transferts

#### Mercato d'été
| Joueur            | P. | Club                   | Transfert           |
| ----------------- | -- | ---------------------- | ------------------- |
| Arrivées          |    |                        |                     |
| Belkacem Abdelhak | A  | Albert Sports (DH)     | Premier contrat pro |
| Didier Dufour     | D  | EA Guingamp (D2)       | Libre               |
| Camille Geffriaud | D  | Angers SCO (D2)        | Libre               |
| Christophe Leroy  | D  | US Chantilly (DH)      | Premier contrat pro |
| Christophe Marcq  | A  | Stade compiégnois (D3) | Libre               |
| Marc Morel        | M  | AS Béziers (D2)        | Libre               |
| Dominique Polo    | D  | ESA Brive (D3)         | Libre               |

| Joueur               | P. | Club                         | Transfert      |
| -------------------- | -- | ---------------------------- | -------------- |
| Départs              |    |                              |                |
| Alain Bienaimé       | M  | US Friville-Escarbotin (D4)  | Fin de contrat |
| Michel Curt          | M  | Perpignan FC (D2)            | Fin de contrat |
| Michel Gomel         | D  | Olympique Saint-Quentin (D3) | Fin de contrat |
| Xavier Hocquet       | G  | ?                            | Fin de contrat |
| Roger Kunz           | M  | JS Miannay-Lambercourt (PID) | Fin de contrat |
| William Leboucher    | A  | Olympique Saint-Quentin (D3) | Fin de contrat |
| Bernard Samson       | M  | Stade rennais FC (D1)        | Fin de prêt    |
| Alain Spault         | M  |                              | Retraite       |
| Jean-François Spault | D  | AS aixoise (D3)              | Fin de contrat |
| Mwinyi Zahera        | M  | SC Feignies (D4)             | Fin de contrat |
| Patrick Zagar        | D  |                              | Retraite       |

#### Cours de saison
| Joueur            | P.         | Club                 | Transfert    |
| ----------------- | ---------- | -------------------- | ------------ |
| Arrivées          |            |                      |              |
| Patrick Gonfalone | Entr.      | SC Abbeville (D2)    | Remplacement |
| Jacques Hénot     | Entr. adj. | District de la Somme | Remplacement |

| Joueur     | P.    | Club | Transfert |
| ---------- | ----- | ---- | --------- |
| Départs    |       |      |           |
| Georges Eo | Entr. |      | Limogeage |

## Matchs officiels de la saison
Le tableau ci-dessous retrace dans l'ordre chronologique les 36 rencontres officielles jouées par le SC Abbeville durant la saison. Le club abbevillois a participé aux 34 journées du championnat ainsi qu'à deux tours de Coupe de France.
À la fin la saison, Abbeville a remporté 9 matchs, en a perdu 17 et a fait 10 matchs nuls.

## Affluences
Affluence du SC Abbeville à domicile

## Équipe réserve
L'équipe réserve du SC Abbeville sert de tremplin vers le groupe professionnel pour les jeunes du centre de formation mais permet également à certains joueurs non alignés avec l'équipe professionnelle d'avoir du temps de jeu. L'équipe réserve est également utilisée fréquemment par des professionnels en phase de reprise à la suite d'une blessure. Pour cette saison, l'équipe B d'Abbeville évolue en Division Honneur de la Ligue de Picardie.